# Hawker Siddeley Trident
El Hawker Siddeley HS 121 Trident (originalment De Havilland D.H.121 i Airco DH 121) fou un avió de passatgers britànic de curt i, posteriorment, mitjà abast. Fou el primer avió de passatgers trireactor amb els motors muntats a la part posterior del fuselatge, prop de la cua en T. El 1965, també es convertí en el primer avió de passatgers a dur a terme un aterratge per instruments en un vol amb passatgers de pagament.